# 駒野欽一
駒野 欽一（こまの きんいち、1947年（昭和22年）2月-）は、日本の外交官。エチオピア駐箚特命全権大使、イラン駐箚特命全権大使などを歴任した。

## 経歴
- 1947年（昭和22年）　東京都で長男として生まれる[1]。
- 1970年（昭和45年）3月　東京外国語大学アラビア語科中退
  - 在学中に外務省語学研修員採用試験に合格（のちに専門職から一種へ上級登用）[2]。
  - 4月　外務省語学研修員として、入省。同年上半期は、大阪万博に来日する各国賓客の接遇を手伝う。下半期は、アラビア語研修を希望したものの認められず、外務省研修所で3ヵ月間ペルシャ語の研修を受ける[3][4]。
- 1971年7月　在イラン日本国大使館着任。研修指導官は井上英一参事官。
- 1971年9月　シーラーズで1年半研修。
パーラビ大学（ペルシャ語・文学）で研修。
- 1972年　テヘランに戻り半年間研修。
その後、イランのファラフ・パフラヴィー大学に留学[5]。
- 1973年6月 - 1978年12月 在イラン日本大使館勤務（プロトコルを経て経済班所属）。
- 1993年（平成5年）1月　国際連合局国連政策企画官[2]。
  - 2月　経済協力開発機構東京出版物・広報センター勤務[2]。
- 1996年（平成8年）　インド大使館参事官[2]。
- 1999年（平成11年）　経済協力局調査計画課長[2]。
- 2001年（平成13年）　中東アフリカ局参事官[2]。
- 2002年（平成14年）1月　パキスタン大使館参事官[2]。
  - 2月　アフガニスタン臨時代理大使
  - 4月　アフガニスタン大使[2]。
- 2004年（平成16年）　NGO、アフガニスタン支援調整担当及び人間の安全保障担当大使[2]。
- 2005年（平成17年）　ハーバード大学ウェザーヘッド国際関係センター研究員（2006年まで）[2]。
  - 9月　アメリカ合衆国大使館公使[2]。
- 2006年（平成18年）　エチオピア兼ジブチ兼ソマリア大使[2]。
- 2010年（平成22年）　イラン大使[2]。
- 2012年（平成24年）11月　イラン大使退任[2]。
- 2015年（平成27年）4月～2018年（平成30年）6月　国際大学大学院国際関係学研究科特任教授。

## 同期入省
- 西田恒夫（10年国連大使・07年駐カナダ大使・05年外務審議官（政務担当））
- 安藤裕康（11年国際交流基金理事長・08年駐伊大使）
- 原聰（08年関西担当大使・05年駐ポルトガル大使・01年駐ブルネイ大使）
- 上野景文（杏林大学客員教授・06年駐バチカン大使・01年駐グアテマラ大使）
- 大木正充（07年駐アゼルバイジャン兼グルジア大使・04年駐クウェート大使・駐イエメン大使）
- 小溝泰義（13年広島平和文化センター理事長・10年駐クウェート大使）
- 夏井重雄（08年駐カザフスタン大使）
- 河東哲夫（02年駐ウズベキスタン大使）
- 石榑利光（11年駐スロベニア大使）
- 城守茂美（13年駐スロベニア大使）
- 柴崎二郎（10年駐ニカラグア大使）

## 不祥事
駒野が、在イラン大使在任中の2012年10月に、部下の女性職員に対しキス、セーターの中に手を入れ、下腹部を触るなどのセクシャルハラスメント行為をしたとして、2013年2月に越川和彦外務省大臣官房長から口頭注意を受けていたことが、2019年4月に一部新聞報道で判明。被害を受けた女性職員は、急性ストレス反応であると診察され、一時休職するなどしており、警視庁に同年4月に胸を触れるなどの強制わいせつ容疑で駒野を告訴し、5月に警視庁麹町警察署から強制わいせつ容疑で書類送検されたが、11月に東京地方検察庁により不起訴処分にされた。